# Divergència
|  | Per a altres significats, vegeu «divergència (desambiguació)». |

D'esquerra a dreta: camp amb divergència positiva, amb divergència negativa, i amb divergència nul·la

En càlcul vectorial, s'anomena divergència a l'operador que mesura la tendència d'un camp vectorial per originar-se o convergir a un determinat punt. Per exemple, per un camp vectorial que denoti la velocitat del flux de l'aigua escolant-se per una banyera, la divergència tindria valor negatiu al forat de la banyera, ja que l'aigua se'n va per allà (si només considerem dues dimensions); lluny del forat, la divergència seria zero, ja que no hi ha cap més pèrdua o font d'aigua. Una altra notació comú de la divergència és ∇·F. Veure en aquest sentit operador nabla.
Un camp vectorial que té divergència zero s'anomena solenoidal.

## Definició
Sigui x, y, z un sistema de coordenades cartesianes en un espai euclidià de dimensió tres, i siguin i, j, k les bases dels vectors unitat corresponents.
La divergència d'un camp vectorial diferenciable continu
F = Fx i + Fy j + Fz k
es defineix com la funció de valor escalar
{\displaystyle \operatorname {div} \,\mathbf {F} ={\frac {\partial F_{x}}{\partial x}}+{\frac {\partial F_{y}}{\partial y}}+{\frac {\partial F_{z}}{\partial z}}.}
Encara que s'expressi en termes de coordenades, el resultat és invariant sota transformades ortogonals, tal com suggereix la interpretació física.

## Interpretació física
En termes físics, la divergència d'un camp vectorial és l'abast en el qual el flux d'un camp vectorial es comporta com una font o un desguàs en un punt determinat. De fet, una alternativa dona la divergència com la derivada del flux net d'un camp vectorial a través de la superfície d'una esfera petita relativa amb el volum de l'esfera. Concretament, 
{\displaystyle (\operatorname {div} \,\mathbf {F} )(p)=\lim _{r\rightarrow 0}\int _{S(r)}{\mathbf {F} \cdot \mathbf {n} dS \over {\frac {4}{3}}\pi r^{3}}}
on S(r) denota l'esfera de radi r al punt p en R3, i la integral és la integral de superfície respecte de n, la normal a l'esfera.
Per la interpretació física, un camp vectorial amb divergència constant zero s'anomena incomprimible – en aquest cas, no hi pot haver cap flux net a través de cap superfície tancada.

## Propietats
Les propietats següents deriven totes de les regles de diferenciabilitat ordinària del càlcul. La més important, la divergència és un operador lineal,
{\displaystyle \operatorname {div} (a\mathbf {F} +b\mathbf {G} )=a\;\operatorname {div} (\mathbf {F} )+b\;\operatorname {div} (\mathbf {G} )}
per tots els camps vectorials F i G i tots els nombres reals a i b.
Hi ha una norma de producte del tipus següent; si φ és una funció de valor escalar, i F és un camp vectorial, llavors
{\displaystyle \operatorname {div} (\varphi \mathbf {F} )=\operatorname {grad} (\varphi )\cdot \mathbf {F} +\varphi \;\operatorname {div} (\mathbf {F} ),}
o en notació més suggestiva
{\displaystyle \nabla \cdot (\varphi \mathbf {F} )=(\nabla \varphi )\cdot \mathbf {F} +\varphi \;(\nabla \cdot \mathbf {F} ).}
Una altra regla del producte pel producte escalar de dos camps vectorials F i G en tres dimensions implica el rotacional, que és:
{\displaystyle \operatorname {div} (\mathbf {F} \times \mathbf {G} )=\operatorname {rot} (\mathbf {F} )\cdot \mathbf {G} \;-\;\mathbf {F} \cdot \operatorname {rot} (\mathbf {G} ),}
o bé
{\displaystyle \nabla \cdot (\mathbf {F} \times \mathbf {G} )=(\nabla \times \mathbf {F} )\cdot \mathbf {G} -\mathbf {F} \cdot (\nabla \times \mathbf {G} ).}
El Laplacià d'un camp escalar és la divergència del gradient del camp.
La divergència del rotacional de qualsevol camp vectorial (en tres dimensions) és constant i val zero.
{\displaystyle \nabla \cdot (\operatorname {rot} (\mathbf {F} ))=0.}
Al contrari, si tens un camp vectorial F amb divergència nul·la definit en una bola en R3, llavors existeix algun camp vectorial F en aquesta bola amb F = rot(G). Per regions en R3 més complicades que boles, l'última afirmació pot no ser veritat.